# Сава (регион)
Вижте пояснителната страница за други значения на Сава.
Сава (на френски: Sava) е един от двадесет и двата региона на Мадагаскар.
- Столица: Самбава
- Площ: 25 518 км²
- Население (по преброяване през май 2018 г.): 1 123 013 души
- Гъстота на населението: 44,01 души/км²[1]

Регион Сава е разположен в провинция Антсиранана, в северната част на страната и има излаз на Индийския океан. Разделен е на 4 района.
Името на региона е съставено от първите букви на четирите главни градове в него – Самбава, Анталаха, Вохемар и Андапа. Всеки от тези градове иска почетната титла „Световната столица на ванилията“ – подправка, на която регион Сава е най-големият производител в света.